# Megachernes ryugadensis naikaiensis
Megachernes ryugadensis naikaiensis es una subespecie de Megachernes ryugadensis, un arácnido  del orden Pseudoscorpionida de la familia Chernetidae.

## Distribución geográfica
Se encuentra en Japón.